# Hydrovatus maai
Hydrovatus maai är en skalbaggsart som beskrevs av Olof Biström 1997. Hydrovatus maai ingår i släktet Hydrovatus och familjen dykare. Inga underarter finns listade i Catalogue of Life.